# Wyścigowe Samochodowe Mistrzostwa Polski
Wyścigowe Samochodowe Mistrzostwa Polski – czołowe, torowe wyścigi samochodowe, organizowane od 1953 roku w Polsce przez Polski Związek Motorowy na podstawie przepisów Międzynarodowego Kodeksu Sportowego FIA. Organizowane cyklicznie na polskich i zagranicznych torach wyścigowych, przy udziale kierowców z Polski i krajów ościennych. Ze względu na dużą różnorodność pojazdów, podzielone na rozmaite klasy, których liczba w sezonie 2014 wynosiła 13. Zwycięzca danej klasy otrzymuje oficjalny tytuł Mistrza Polski. 
Podstawą rywalizacji WSMP jest wyścig sprint trwający 20-25 minut. Osobną kategorią są długodystansowe wyścigi Endurance (znane jako Długodystansowe Samochodowe Mistrzostwa Polski) trwające przynajmniej 2 godziny – z powodu minimalnej liczby uczestników, w sezonie 2014 regularnie odwoływane.

## Galeria

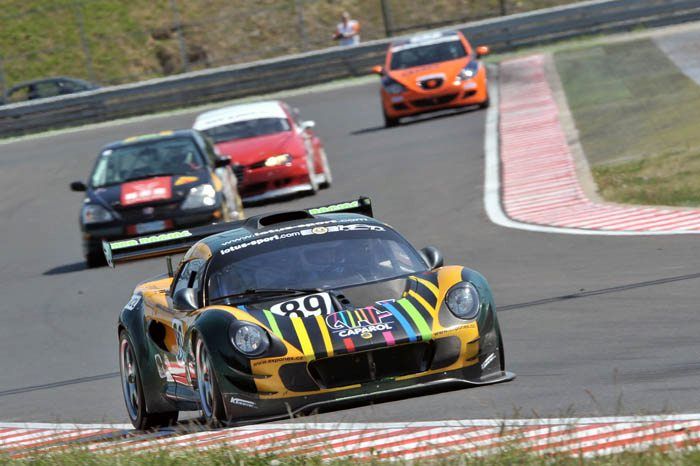
WSMP Sprint – Klasa E1-2000
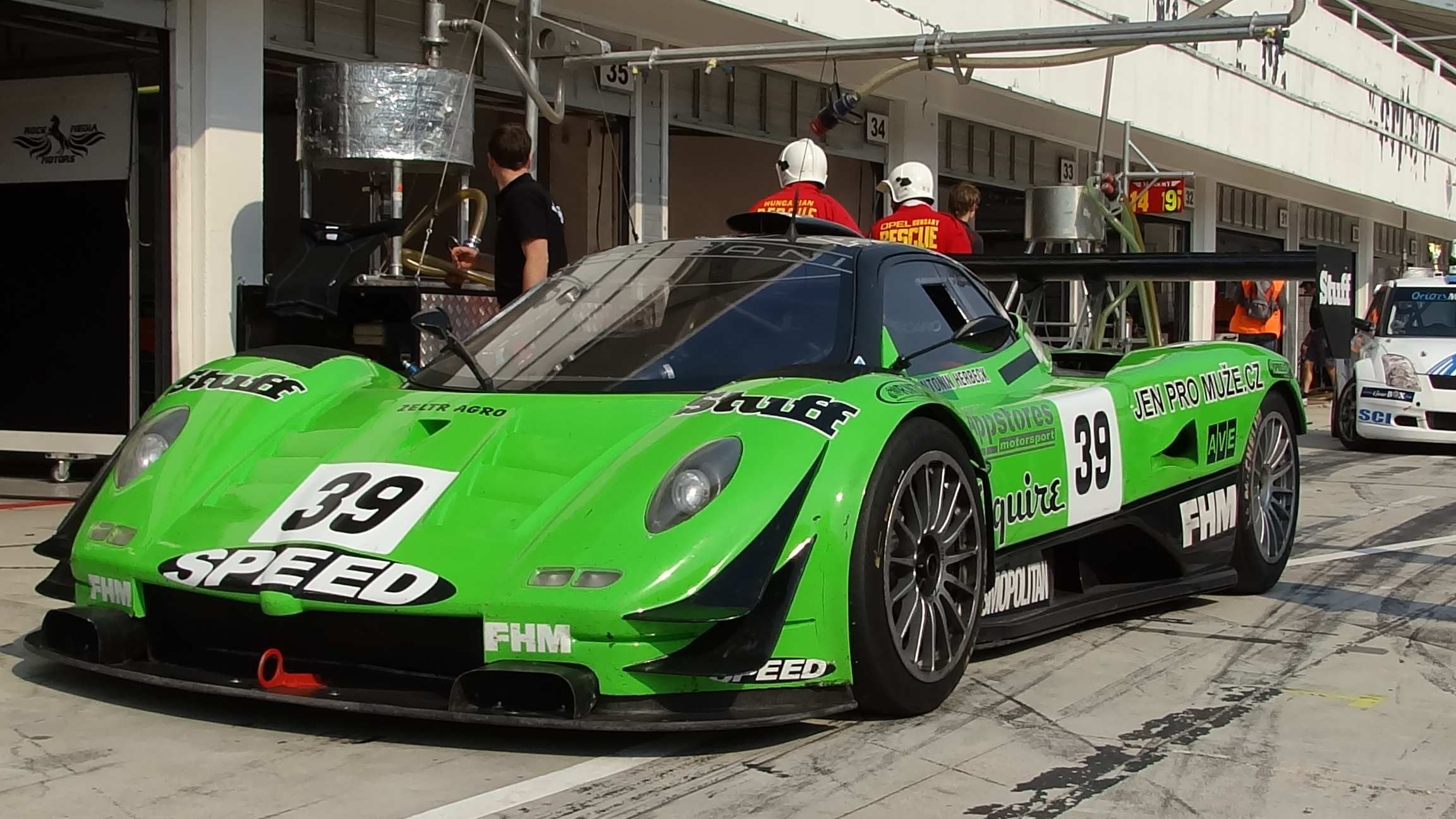
Pagani Zonda – Klasa E1+3500
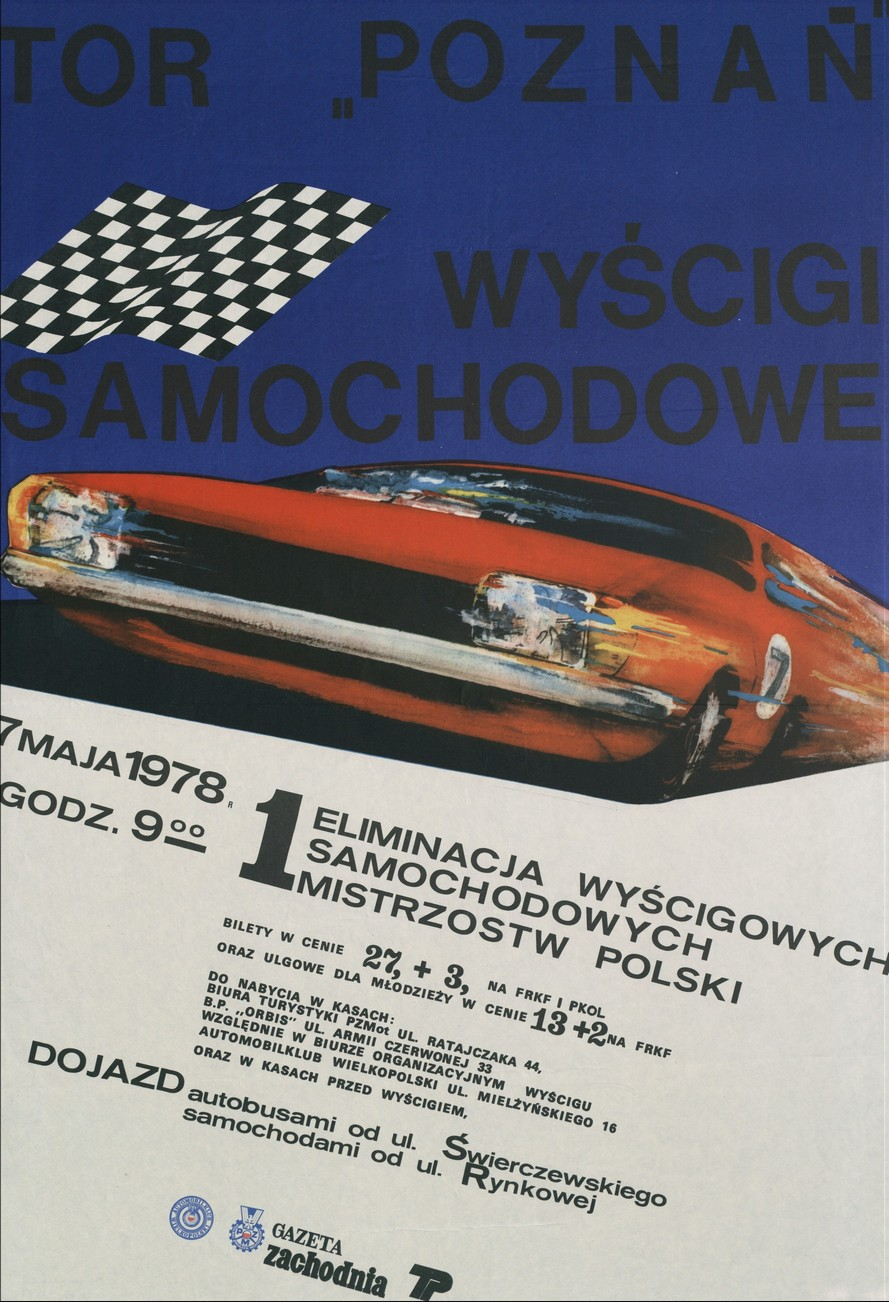
Plakat reklamujący eliminacje 7 maja 1978 (ze zbiorów Archiwum Państwowego w Poznaniu)